# Ab (handel)
 For alternative betydninger, se Ab. (Se også artikler, som begynder med Ab)
Ab (latin) (da: fra), bruges som handelsklausul, f.eks. ab fabrik, hvilket betyder at sælger leverer en vare fra en fabrik, herfra er det køberens ansvar for pågældende produkt.
| Økonomi | Spire Denne artikel om økonomi er en spire som bør udbygges. Du er velkommen til at hjælpe Wikipedia ved at udvide den. |